# Fazıl Küçük
Fazıl Küçük (Nicosia, 14 marzo 1906 – Londra, 15 gennaio 1984) è stato un giornalista e politico cipriota, leader della minoranza turco-cipriota nonché vicepresidente della Repubblica di Cipro dal 1960 al 1973.
Diplomatosi alla Türkish High School di Nicosia, ha proseguito gli studi laureandosi in medicina presso l'Università di Istanbul frequentando anche gli atenei di Losanna e Parigi. Tornò a Cipro nel 1937 iniziando la professione medica che abbandonò interessandosi alla politica,  anche se già nel 1931 cominciò ad interessarsi alla tutela dei diritti dei turco- ciprioti. 
Fondatore (1941, ancora esistente) del quotidiano Halkın Sesi (Voce del popolo); nel 1943 fonda con altri la Kibris Adasi Türk Azınlığı Kurumu (KATAK: Associaz. minoranza turca dell'isola di Cipro) per promuovere il benessere dei turchi-ciprioti. In seguito a sopraggiunti disaccordi interni, fondò la Kibris Millî Türk Halk Partisi (KMTHP: Partito popolare turco nazionale di Cipro), (1957) che rappresentava gli interessi dei turco-ciprioti sull'isola, venne eletto vicepresidente (il 3 dic. 1959) non appena Cipro raggiunse l'indipendenza, rieletto poi nel 1968, anche se a partire dagli scontri intercomunali del 1963 la componente turca sospese la partecipazione alle istituzioni unitarie della Repubblica.
Dopo 15 anni di trattative riuscì a trasferire dal controllo inglese l'Evkaf (fondo islamico di donazioni di beneficenza corrispondente al waqf arabo) passandolo a quello turco-cipriota.
All'ombra di Küçük si sviluppò la carriera politica di Rauf Denktaş, fino a quando nel 1973 quest'ultimo ne prese il posto come vicepresidente nominale della Repubblica e leader di fatto dei turco-ciprioti, probabilmente perché più sensibile alle indicazioni provenienti dal governo turco.
Küçük si spense a Londra (dove era in cura per un tumore)  l'anno dopo la proclamazione dell'indipendenza della Repubblica nord-cipriota.
Esiste anche un museo dedicato a lui.
Era lo zio di Irsen Küçük (1940-2019) che fu primo-ministro della Repubblica di Cipro del Nord dal 2010 al 2013.